# Genuri
Genuri település Olaszországban, Szardínia régióban, Medio Campidano megyében. Lakosainak száma 306 fő (2023. január 1.). Genuri Baradili, Setzu, Genoni, Turri és Sini községekkel határos.

## Népesség
A település lakossága az elmúlt években az alábbi módon változott:
| Lakosok száma | 329  | 320  | 306  |
|               | 2017 | 2018 | 2023 |